# 皆瀬駅
皆瀬駅（かいぜえき）は、長崎県佐世保市皆瀬町にある松浦鉄道西九州線の駅である。

## 歴史
- 1920年（大正9年）3月27日：佐世保鉄道の駅として開設[1]。
- 1936年（昭和11年）10月1日：佐世保鉄道国有化、鉄道省松浦線の駅となる[1]。
- 1962年（昭和37年）10月1日：貨物取扱廃止[1]。
- 1963年（昭和38年）4月1日：業務委託駅となる（日本交通観光社に委託）[2]。
- 1966年（昭和41年）4月1日：荷物扱い廃止[3]。無人駅化[4]。
- 1987年（昭和62年）4月1日：国鉄分割民営化に伴い、JR九州松浦線の駅となる[1]。
- 1988年（昭和63年）4月1日：第三セクター松浦鉄道への転換に伴い、同社西九州線の駅となる[1]。

## 駅構造
単式ホーム1面1線を有する地上駅である。無人駅で駅舎は無いが、待合室とトイレがある。
駅は道路から4 m程上にあり、かつての構内の一部が月極駐車場となっている。

## 利用状況
2023年度の1日平均乗降人員は190人である。
| 年度               | 1日平均 乗降人員 |
| ------------------ | ---------------- |
| 2019年（令和元年） | 219              |
| 2020年（令和02年） | 178              |
| 2021年（令和03年） | 186              |
| 2022年（令和04年） | 194              |
| 2023年（令和05年） | 190              |

## 駅周辺
駅前に商店がある。
- 皆瀬郵便局
- 皆瀬幼稚園
- 佐世保市立皆瀬小学校
- 佐世保市役所中里皆瀬支所
- 皆瀬町一組公民館
- 吉岡団地
- 青眼寺
- 長崎県立佐世保商業高等学校
- 国道204号

## 隣の駅
松浦鉄道
■西九州線
快速
通過
普通
中里駅 - 皆瀬駅 - 野中駅